# Talvirova
Talvirova är en ort i Gällivare kommun, Norrbottens län. Vid folkräkningen 1890 hade orten 24 invånare. Vid orten finns ett naturreservat, benämnt Talvirova, som sträcker sig runt bäcken Kautujärvenoja. Till byn finns en skogsbilväg från E10:an vid Skröven, därefter fortsätter vägen till naturreservatet, dit man även kommer via en stig från Torrivaara.